# Driss Chraïbi
Driss Chraïbi (El Jadida, 15 juli 1926 – Drôme, 1 april 2007) was een Marokkaans schrijver. Zijn boeken gaan over het kolonialisme en hebben vaak een semi-autobiografische inslag.
Driss Chraïbi groeide op in een burgerlijke Berberse familie als de zoon van een theehandelaar. Hij zat op school in Casablanca en ging in 1945 naar Parijs om scheikunde en neuropsychiatrie te studeren. In 1952 brak hij zijn studie af om zich geheel op het schrijven te richten. Hij ondernam talrijke reizen en werkte in uiteenlopende beroepen, zoals: scheikundige, ingenieur, bewaker, fotograaf en leraar Arabisch.
Zijn eerst roman, Le passé simple, kwam in 1954 uit. Het boek bleef echter tot 1977 verboden.
Chraïbi stierf op 80-jarige leeftijd.

## Boeken
- Le passé simple (1954)
- Les Boucs (1955) ISBN 3-927069-24-8
- De tous les horizons (1958)
- La foule (1961)
- Succession ouverte (1962)
- L'âne (1965)
- Un ami viendra vous voir (1967)
- La civilisation, ma mère! (1972) ISBN 3-293-20029-X
- Mort au Canada (1977)
- Une enquête au pays (1981) ISBN 3-85787-626-3
- La mère du printemps (1982)
- Naissance à l'aube (1986)
- D'autres voix (1986)
- L'inspecteur Ali (1991)
- Les aventures de l'âne Khal (1992)
- Une place au soleil (1993)
- L'homme du livre (1995)
- L'inspecteur Ali à Trinity College (1996) ISBN 3-293-20226-8
- L'inspecteur Ali et la CIA (1998)
- Vu, lu, entendu (Memoiren, 1998)